# Rubus nubigenus
Rubus nubigenus är en rosväxtart som beskrevs av Carl Sigismund Kunth. Rubus nubigenus ingår i släktet rubusar, och familjen rosväxter.

## Underarter
Arten delas in i följande underarter:
- R. n. subinermis
- R. n. ruizii